# Бале (провінція)
Ба́ле — колишня провінція на південному сході Ефіопії. Після прийняття Конституції 1995 року провінцію було розділено між регіонами Оромія та Сомалі.
Адміністративний центр провінції — місто Гоба.
| Ефіопія | Це незавершена стаття з географії Ефіопії. Ви можете допомогти проєкту, виправивши або дописавши її. |